# Буритама
Буритама (порт. Buritama) — муниципалитет в Бразилии, входит в штат Сан-Паулу. Составная часть мезорегиона Арасатуба. Входит в экономико-статистический  микрорегион Биригуи. Население составляет 14 658 человек на 2006 год. Занимает площадь 326,638 км². Плотность населения — 44,9 чел./км².
Праздник города — 24 августа.

## История
Город основан в 1892 году.

## Статистика
- Валовой внутренний продукт на 2003 составляет 156.437.953,00 реалов (данные: Бразильский институт географии и статистики).
- Валовой внутренний продукт на душу населения на 2003 составляет 10.948,14 реалов (данные: Бразильский институт географии и статистики).
- Индекс развития человеческого потенциала на 2000 составляет 0,790 (данные: Программа развития ООН).

## География
Климат местности: субтропический. В соответствии с классификацией Кёппена, климат относится к категории Cfb.